# Green River (Illinois)
Pour les articles homonymes, voir Green River.
Green River est une communauté non incorporée située dans le Township d'Edford, dans le Comté de Henry en Illinois.